# La Ferrería
La Ferrería es una localidad del estado mexicano de Durango. Es parte del municipio de Durango.

## Demografía
| Gráfica de evolución demográfica |
|                                  |

| Censo | Población |
| ----- | --------- |
| 1900  | 469       |
| 1910  | 525       |
| 1921  | 161       |
| 1930  | 213       |
| 1940  | 234       |
| 1950  | 314       |
| 1960  | 551       |
| 1970  | 899       |
| 1980  | 1 165     |
| 1990  | 1 379     |
| 2000  | 1 710     |
| 2010  | 2 021     |
| 2020  | 2 422     |